# 傑拉什省
傑拉什省（阿拉伯语：‎）是約旦的一個省份，位於該國西北部。面積410平方公里，2004年人口156,675人。首府傑拉什。下僅一區，即傑拉什區。
1. ↑  . hdi.globaldatalab.org.   [2018-09-13]. （原始内容存档于2018-09-23） （英语）.